# Muzeum Miejskie w Wadowicach
Muzeum Miejskie w Wadowicach – muzeum położone w Wadowicach. Działa w ramach Wadowickiego Centrum Kultury i jest położone w bezpośrednim sąsiedztwie Domu Rodzinnego Ojca Świętego Jana Pawła II.

## Budynek
Muzeum mieści się w jednej z najstarszych kamienic w mieście. Klasycystyczny budynek w stylu dworku pochodzi z początków XIX wieku. Charakterystycznym elementem architektury jest przedsionek i znajdujący się nad nim balkon tworzące ryzalit frontowy. Balkon zdobią kanelowane kolumny jońskie wspierające belkowanie i trójkątny przyczółek nad wejściem. Budynek posiada przelotową sień.
 Budynek wpisany jest do rejestru zabytków pod  nr rej.: A-457/86 z 7.11.1986

## Historia
Pod koniec XIX wieku kamienica należała do zamożnej wadowickiej rodziny Schwartzów a następnie do Marii ze Schwartzów Gedlowej (1865-1947), żony doktora nauk lekarskich i działacza Towarzystwa Gimnastycznego „Sokół” Mieczysława Władysława Gedla (1852-1901). Kolejnym właścicielem był doktor wszechnauk lekarskich Jan Moskała (1868-1944), znany i ceniony lekarz pracujący w Wadowicach jeszcze przed wybuchem I wojny światowej. Moskała zapisał budynek w testamencie Collegium Medicum Uniwersytetu Jagiellońskiego w Krakowie na działalność naukowo – badawczą.
W dwudziestoleciu międzywojennym na parterze znajdowała się „Mleczarnia Hygieniczna”, czyli jadłodajnia prowadzona przez Marię i Alojzego Banasiów, w której po śmierci matki Emilii stołował się wraz z ojcem młody Karol Wojtyła. Syn właścicieli, Jan Banaś (1917-1943) był szkolnym kolegą przyszłego papieża. W „Mleczarni Hygienicznej” mieściła się także siedziba klubu piłkarskiego „Polonia” Wadowice.
Po wojnie, w 1946 roku krótko mieściła się tutaj szkoła handlowa a w 1968 roku Uniwersytet Jagielloński, spadkobierca majątku po dr. Moskale, przekazał budynek miastu. W latach 1979–1994 przy ulicy Kościelnej znajdowała się siedziba Towarzystwa Miłośników Ziemi Wadowickiej (TMZW) a także biuro PTTK i Dział Zbiorów Specjalnych biblioteki miejskiej. W piwnicach działała galeria Biura Wystaw Artystycznych. Przez długi czas w budynku mieściły się też mieszkania prywatne.
Na piętrze kamienicy, w 1991 roku otwarta została ekspozycja Zygmunta Krausa poświęcona katastrofie amerykańskiego liberatora B-24 „Hell's Angel”, który rozbił się w 1944 roku w Zygodowicach. W początkach działalności muzeum nosiło nazwę Zbiory Historyczne Ziemi Wadowickiej. Funkcjonowało ono jednak bez osobowości prawnej, podlegając, zgodnie z ustawą o samorządzie terytorialnym, bezpośrednio pod Zarząd Miasta. Dyrektorem placówki była Janina Szkutnik. Instytucja zbierała, gromadziła pamiątki i materiały historyczne dotyczące Wadowic, prowadziła działalność edukacyjną i naukową, wydając publikacje. Muzeum znajdowało się wówczas w stadium organizacyjnym. Pod koniec 1994 roku nowym dyrektorem został Piotr Wyrobiec i do połowy 1996 roku placówka funkcjonowała bez specjalnego wyodrębnienia w formie uchwały czy statutu, kiedy to na mocy ustawy o upowszechnianiu kultury, powołano instytucję o nazwie Zbiory Historyczne Ziemi Wadowickiej. Rok później zaczęto wydawać Przegląd historyczno-kulturalny "Wadoviana", poświęcony głównie historii miasta. W październiku 2000 roku doszło do połączenia ZHZW i Wadowickiego Domu Kultury w jedną instytucję – Wadowickie Centrum Kultury im. Marcina Wadowity – od tego czasu Muzeum pod nazwą Muzeum Miejskie działa jako integralna część tej instytucji.

## Zbiory
Zbiory Muzeum bazują na eksponatach zgromadzonych do 2000 roku przez Zbiory Historyczne Ziemi Wadowickiej oraz na muzealiach pozyskiwanych – zarówno poprzez zakupy, jak i darowizny – przez cały okres działalności placówki. Pierwszą pozycją odnotowaną w Księdze Inwentarzowej jest odznaka z dokumentem za II spis powszechny ludności w 1931 r. zakupiona w krakowskim gabinecie numizmatycznym.  Aktualnie kolekcja Muzeum liczy ponad 3 tysiące eksponatów, na które składają się m.in. obrazy, grafiki, oraz archiwalne dokumenty (dyplomy, świadectwa), książki, fotografie, pocztówki i mapy związane z historią Wadowic oraz okolicy. Ponadto muzeum posiada m.in. unikatową kolekcję numizmatyczną monet i medali upamiętniających pontyfikat św. Jana Pawła II, niezwykłą kolekcję pamiątek związanych z pierwszym lotem Polaka w kosmos, zbiór geologiczny meteorytów, tektytów i minerałów. 

### Malarstwo i rzeźba
Muzeum Miejskie posiada w swoich zbiorach obrazy (oleje, akwarele), ryciny, grafiki, litografie oraz rzeźby i kafle artystów związanych głównie z miastem i ziemią wadowicką. Na kolekcję składają się m.in. prace: Wincentego Bałysa (malarstwo), Ludwika Jacha juniora (malarstwo), Ludwika Jacha seniora (malarstwo), Józefa Jury (kaflarstwo artystyczne), Karola Pustelnika (malarstwo), Franciszka Suknarowskiego (malarstwo, rzeźba), Jana Sarnickiego (malarstwo), Felicji Świtalskiej (malarstwo). W zbiorach znajdują się także obrazy i grafiki autorów współczesnych, m.in. M. Filek, K. Jankowskiej, J. Komana, R. Kurdziela, J. Kurnika, R. Kwaśnego, T. Kwiatkowskiego, M. Łasaka, Z. Połącarza, K. Sowińskiej, A. Zielińskiego, A. Kasprzaka